# Louis Persinger

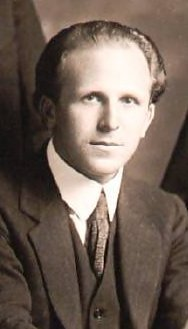
Louis Persinger

Louis Persinger (* 11. Februar 1887 in Rochester, Illinois; † 31. Dezember 1966 in New York) war ein US-amerikanischer Violinist und Pianist.

## Leben und Wirken
Louis Persinger studierte am Leipziger Konservatorium, bevor er seine Ausbildung in  Brüssel bei Eugène Ysaÿe abschloss. Er wurde Konzertmeister des Berliner Philharmonischem Orchesters und des Royal Opera Orchestra in Brüssel, kehrte aber bei Ausbruch des Ersten Weltkrieges wieder nach San Francisco zurück. Im Jahr 1915 wurde er Konzertmeister des San Francisco Symphony Orchestra und von 1916 bis 1928 Leiter der Chamber Music Society San Francisco. 1930 trat er die Nachfolge von Leopold Auer in der New Yorker Juilliard School an.
Er war bekannt als Lehrer der Violinisten Yehudi Menuhin, Guila Bustabo, Ruggiero Ricci, Isaac Stern, Camilla Wicks, Almita Vamos, Fredell Lack, Frances Magnes, Sonya Monosoff, Miriam Soloviev, Arnold Eidus und Louise Behrend.
Zudem begleitete er Yehudi Menuhin und Ruggiero Ricci auf dem Klavier bei Konzerten und Schallplatten-Aufnahmen.

## Werke
- The Art of Violin Playing, Daniel Melsa, Foulsham & Co.
- The Book of the Violin, herausgegeben von Dominic Gill (1984), Phaidon Press.  ISBN 0-7148-2286-8
- An Encyclopedia of the Violin, von Alberto Bachmann (1965/1990), Da Capo Press. ISBN 0-306-80004-7
- The Great Violinists, von Margaret Campbell (1980/2004), Robson Books.  ISBN 1-86105-623-0
- Paganini-The Genoese, von G.I.C. de Courcy (1957), University of Oklahoma Press
- Stuff Smith-Pure at Heart, herausgegeben von Anthony Barnett & Eva Løgager (1991), Allardyce Barnett Publishers. ISBN 0-907954-15-4
- Szigeti on the Violin, von Joseph Szigeti (1969/1979), Dover Publications.  ISBN 0-486-23763-X
- Tartini-His Life and Times, von Lev Ginsburg (1968), Paganiniana Publications Inc. ISBN 0-87666-590-3
- Unfinished Journey, Yehudi Menuhin (1976), Macdonald and Jane’s, ISBN 0-354-04146-0.
- The Violin, von Yehudi Menuhin (1996), Flammarion, ISBN 2-08-013623-2.
- The Violin and I, von Kato Havas (1968/1975), Bosworth & Co.
- Violins & Violinists, von Franz Farga (1950), Rockliff Publishing Corporation
- Ysaÿe, von Lev Ginsburg (1980), Paganiniana Publications, ISBN 0-87666-620-9